# Mutterkornalkaloide

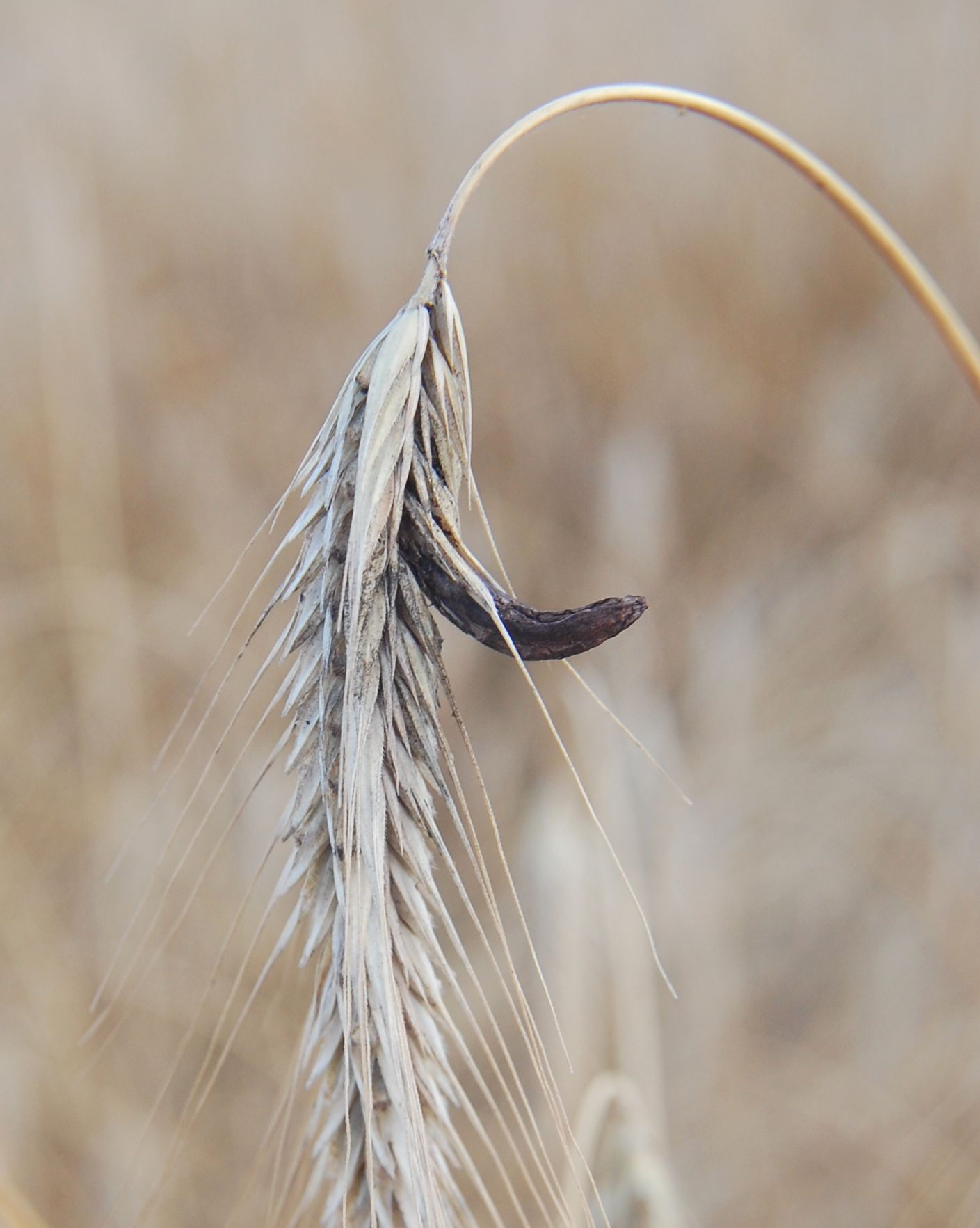
Roggenähre mit Mutterkorn

Als Mutterkornalkaloide (Ergotalkaloide, Secalealkaloide) werden etwa 80 natürlich vorkommende organische Verbindungen aus der Gruppe der Indolalkaloide bezeichnet. Sie finden sich hauptsächlich im Mutterkorn, den Sklerotien des Mutterkornpilzes Claviceps purpurea, der auf Roggen und anderen Süßgräsern als Parasit wächst. Mutterkornalkaloide werden auch von weiteren Organismen, insbesondere Schlauchpilzen der Gattungen Claviceps, Neotyphodium, Epichloë, Balansia, Periglandula sowie Aspergillus und Penicillium, produziert. Diese zum Großteil toxischen Alkaloide waren die Ursache für die als Ergotismus bezeichneten epidemieartigen Vergiftungen, die vom Frühmittelalter bis zum Ende des 20. Jahrhunderts auftraten. Seit dem 18. Jahrhundert wurden zunächst natürlich vorkommende Mutterkornalkaloide, später teilsynthetische Abkömmlinge als Arzneistoffe eingesetzt und dienen aktuell als Bausteine für verschiedene synthetische Drogen.

## Geschichte
Während aus der Antike, in der vorwiegend Weizen angebaut wurde, keine Vergiftungen durch Ergotalkaloide bekannt sind, trat der erste belegte, epidemieartige Fall von Ergotismus im Jahr 857 bei Xanten auf. 922 sollen europaweit – vorwiegend in Frankreich und Spanien – etwa 40.000 Menschen einer Mutterkornepidemie zum Opfer gefallen sein. 1582 nannte Lonicerus in seinem „Kräuterbuch“ Mutterkorn (Secale cornutum) als Arznei; seit dem 17. Jahrhundert wurde die Droge in Deutschland in der gynäkologischen Praxis zur Blutstillung nach der Geburt eingesetzt. Trotz deutlicher Hinweise auf einen Zusammenhang zwischen der Verwendung von Mutterkorn-haltigem Mehl und dem Auftreten von Ergotismus wurden in Europa erst nach neuerlichen Epidemien in den Jahren 1770 und 1777 gesetzgeberische Maßnahmen ergriffen. In den USA erschien 1808 die erste Veröffentlichung über die Verwendung von Mutterkorn bei der Geburtseinleitung.
Nachdem um 1853 der Entwicklungszyklus des Mutterkornpilzes Claviceps purpurea durch den Mykologen Edmond Tulasne aufgeklärt und beschrieben worden war, extrahierte Charles Tanret 1875 aus Mutterkorn eine – allerdings ziemlich verunreinigte – Substanz, die er „Ergotinin“ nannte. Ebenso wie das „Ergotoxin“, welches 1907 entdeckt wurde, ist es ein Gemisch verschiedener Ergotalkaloide. Erst Arthur Stoll isolierte 1918 mit Ergotamin das erste reine Mutterkornalkaloid.

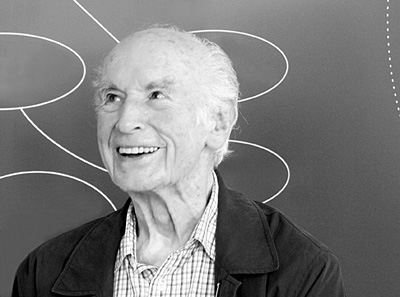
Albert Hofmann (2006)

Mit dieser Entdeckung konnte die Lysergsäure als den meisten Mutterkornalkaloiden zugrundeliegende Basisstruktur identifiziert werden. Die übrigen Alkaloide des Mutterkorns wurden in den folgenden 25 Jahren entdeckt:
- Ergotamin-Gruppe: Ergotamin / Ergotaminin (1918), Ergosin / Ergosinin (1936)
- Ergometrin-Gruppe: Ergometrin (Ergobasin, Ergonovin) / Ergometrinin (1935)
- Ergotoxin-Gruppe: Ergokristin / Ergokristinin (1935), Ergokryptin / Ergokryptinin (1937), Ergocornin / Ergocorninin (1943), Ergostin / Ergostinin (1943)

Besondere Verdienste um die Erforschung der Mutterkornalkaloide hat sich der Schweizer Chemiker Albert Hofmann erworben, dessen Forschungen 1943 auch zur zufälligen Entdeckung des psychedelisch wirksamen Halluzinogens LSD (Lysergsäurediethylamid) führte.

## Molekülstruktur

Strukturformel von Ergolin

Charakteristisch für die chemische Struktur der Mutterkornalkaloide ist das tetrazyklische Ergolin. Die in der Natur gefundenen Ergoline sind am Stickstoff in Position 6 des Ergolinsystems methyliert und weisen insbesondere in Position 8 weitere Substituenten auf. Das Ergolingrundgerüst der Mehrheit der Mutterkornalkaloide weist darüber hinaus zwischen C9 und C10 eine Doppelbindung auf. Anhand ihres Substitutionsmusters können Mutterkornalkaloide in vier Gruppen unterteilt werden:
- Clavine
- Lysergsäuren
- einfache Lysergsäureamide und
- Peptidalkaloide.

### Clavine
Clavine, wie z. B. Lysergol, leiten sich im Gegensatz zu allen übrigen natürlich vorkommenden Ergolinen nicht von der Lysergsäure ab, sondern von dessen Vorstufen mit einer niedrigeren Oxidationsstufe (z. B. Alkohole).
Das Mutterkorn enthält die Clavine Agroclavin, Elymoclavin, Molliclavin, Lysergin, Lysergol, Lysergen, Setoclavin, Isosetoclavin, Penniclavin, Isopenniclavin, Festuclavin, Pyroclavin, Costaclavin und Fumigaclavin A u. B. Ebenso können sogenannte Secoergoline ohne vollständige Ergolinstruktur, wie z. B. Chanoclavin, nachgewiesen werden. Sie sind biogenetische Vorstufen der Clavine.

### Lysergsäuren
Lysergsäuren, wie z. B. Lysergsäure und Paspalsäure, sind Endprodukte oder einfache Zwischenprodukte in der Biosynthese höherer Mutterkornalkaloide.

### Einfache Lysergsäureamide

Allgemeine Strukturformel der Lysergsäureamide

Einfache Lysergsäureamide, wie z. B. Ergometrin, werden durch den Mutterkornpilz durch Kondensation von Lysergsäure und einer Aminosäure (z. B. Alanin) gebildet. Andere einfache Lysergsäureamide, wie z. B. Ergin (Lysergsäureamid), sind Abbauprodukte höherer Mutterkornalkaloide.
| Name              | Substituent R1 | Substituent R2   | Substituent R3 |
| ----------------- | -------------- | ---------------- | -------------- |
| Ergin             | –H             | –H               | –H             |
| LSH               | –H             | –CH3CHOH         | –H             |
| Ergometrin        | –H             | –CH(CH3)CH2OH    | –H             |
| Methylergometrin* | –H             | –CH(CH2CH3)CH2OH | –H             |
| Methysergid*      | –CH3           | –CH(CH2CH3)CH2OH | –H             |
| LSD*              | –H             | –CH2CH3          | –CH2CH3        |
| ALD-52*           | –C(O)CH3       | –CH2CH3          | –CH2CH3        |
| 1P-LSD*           | –C(O)CH2CH3    | –CH2CH3          | –CH2CH3        |
| 1CP-LSD*          | –C(O)C3H5      | –CH2CH3          | –CH2CH3        |
| 1B-LSD*           | –C(O)CH2CH2CH3 | –CH2CH3          | –CH2CH3        |

* Methylergometrin, Methysergid sowie LSD und seine Analoga (ALD-52, 1P-LSD, 1CP-LSD und 1B-LSD) sind keine Mutterkornalkaloide im eigentlichen Sinne, sondern teilsynthetisch hergestellte Derivate dieser.

### Peptidalkaloide
Peptidalkaloide sind Kondensationsprodukte aus der Lysergsäure und einem in der Regel trizyklischen Tripeptid. Man unterscheidet zwischen:
- Ergopeptinen und
- Ergopeptamen

Die Ergopeptine teilt man nach der unmittelbar an der D-Lysergsäure gebundenen Aminosäure ein in Vertreter der:
- Ergotamin-Gruppe (erste Aminosäure ist hier L-Alanin, z. B.: Ergotamin, Ergovalin, α-Ergosin, β-Ergosin)
- Ergotoxin-Gruppe (erste Aminosäure ist hier L-Valin, z. B.: Ergocristin, Ergocornin, α-Ergokryptin, β-Ergokryptin)
- Ergoxin-Gruppe (erste Aminosäure ist hier α-Aminobuttersäure, z. B.: Ergostin, Ergonin, α-Ergoptin, β-Ergoptin[4])

Allgemeine Strukturformel der Ergopeptine

Ergopeptine sind die formenreichste Gruppe der Mutterkornalkaloide. Der bekannteste Vertreter ist Ergotamin, das Hauptalkaloid des Mutterkorns. Des Weiteren konnten die Ergopeptine Ergocornin, Ergocristin, α-Ergokryptin, β-Ergokryptin, Ergovalin, α-Ergosin und β-Ergosin als Inhaltsstoffe des Mutterkorns identifiziert werden. Ergovalin ist ein Hauptalkaloid der endophytisch in Weidegräsern wachsenden Neotyphodium- und Epichloë-Arten und von veterinär-toxikologischer Bedeutung (Fescue toxicosis). 9,10-Dihydroergopeptine sind in der Natur sehr selten und konnten bisher nur in Sphacelia sorghi und Claviceps africana nachgewiesen werden. Partialsynthetisch gewonnene Dihydroergopeptine, wie z. B. Dihydroergotamin und Dihydroergotoxin, besitzen eine therapeutische Bedeutung in der Behandlung von Migräne und Herz-Kreislauferkrankungen.
| Ergopeptin    | Substituent R2 (Pos. 2′) | Substituent R3 (Pos. 5′) |
| ------------- | ------------------------ | ------------------------ |
| Ergotamin     | CH3                      | CH2C6H5                  |
| Ergovalin     | CH3                      | CH(CH3)2                 |
| α-Ergosin     | CH3                      | CH2CH(CH3)2              |
| β-Ergosin     | CH3                      | CH(CH3)(C2H5)            |
| Ergocristin   | CH(CH3)2                 | CH2C6H5                  |
| Ergocornin    | CH(CH3)2                 | CH(CH3)2                 |
| α-Ergokryptin | CH(CH3)2                 | CH2CH(CH3)2              |
| β-Ergokryptin | CH(CH3)2                 | CH(CH3)(C2H5)            |

Bei Ergopeptamen ist der Oxazolid-Ring der ersten Aminosäure geöffnet (Zwischen 1' und 2').

### Partialsynthetische Modifikationen
Basierend auf den natürlich vorkommenden Mutterkornalkaloiden wurden zahlreiche modifizierte Ergoline entwickelt. Das früher verwendete Migräneprophylaktikum Methysergid leitet sich vom einfachen Lysergsäureamid Ergometrin ab. Das ebenfalls in der Migränetherapie verwendete Dihydroergotamin wird durch Hydrierung aus Ergotamin gewonnen. Isoergoline (Suffix: -inin, z. B. Ergotaminin) unterscheiden sich stereochemisch von Ergolinen durch einen α-ständigen Substituenten in Position 8 des Ergolingrundgerüstes. Isoergoline entstehen aus Ergolinen durch Isomerisierungsreaktionen in wässriger Lösung. Sie sind meist Abbauprodukte oder Aufarbeitungsartefakte bei der Isolierung von Mutterkornalkaloiden. Sie besitzen in der Regel eine geringere pharmakologische Aktivität. Dem gegenüber stellen einige partialsynthetische Isoergoline, wie z. B. Lisurid und Tergurid, hochpotente Arzneistoffe in der Therapie der Parkinson-Krankheit dar.

## Vorkommen

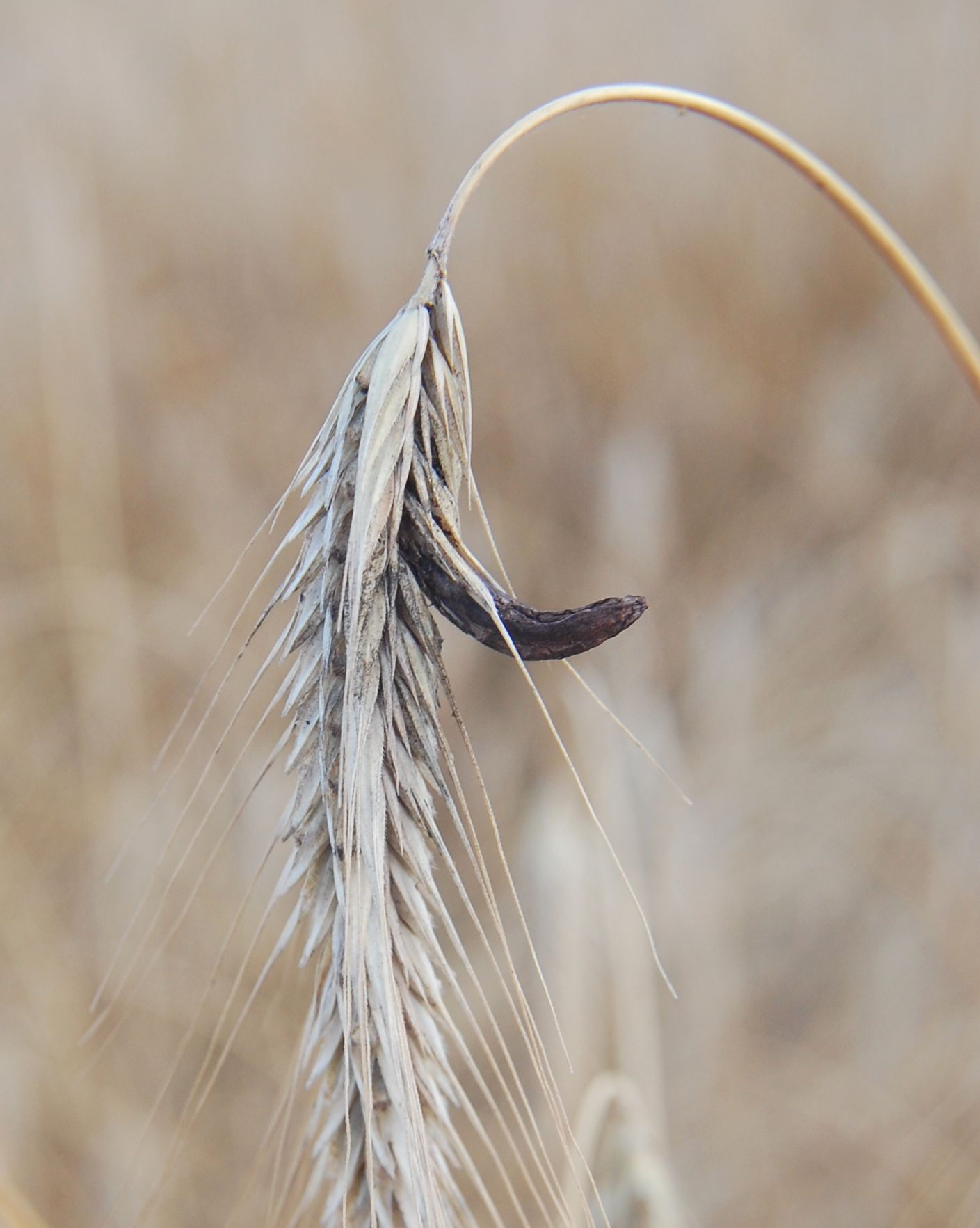
Roggenähre mit Mutterkorn

Die wichtigsten Produzenten von Mutterkornalkaloiden sind die Mutterkornpilze aus der Familie der Clavicipitaceae. Dazu zählen neben Claviceps purpurea, Claviceps paspali, Claviceps fusiformis insbesondere auch Vertreter der Gattungen Balansia und Epichloë/Neotyphodium. Diese Pilze leben als Epibionten und Endophyten auf mehr als 600 Pflanzenarten der Familien Süßgräser, Binsengewächse und Sauergrasgewächse. Viele Vertreter der Gattung Balansia produzieren selektiv Clavinalkaloide. Das durch Claviceps und Epichloë/Neotyphodium produzierte Spektrum an Mutterkornalkaloiden ist umfangreicher. In Gräsern, die von Neotyphodium coenophialum befallen wurden, kann neben einfachen Mutterkornalkaloiden auch das Ergopeptin Ergovalin nachgewiesen werden. Claviceps purpurea wächst bevorzugt auf Roggen, er kann jedoch auch auf anderen Getreide- und Wildgräserarten parasitieren. Der Gehalt an Mutterkornalkaloiden in seinem Sklerotium, dem Mutterkorn, liegt zwischen etwa 0,2–1 % der Trockenmasse und umfasst alle vier Gruppen dieser Stoffklasse. Es gibt Höchstmengen für Mutterkornalkaloide in Roggenbrot.
Weitere Produzenten von Mutterkornalkaloiden sind Schlauchpilze der Gattungen Penicillium und Aspergillus.

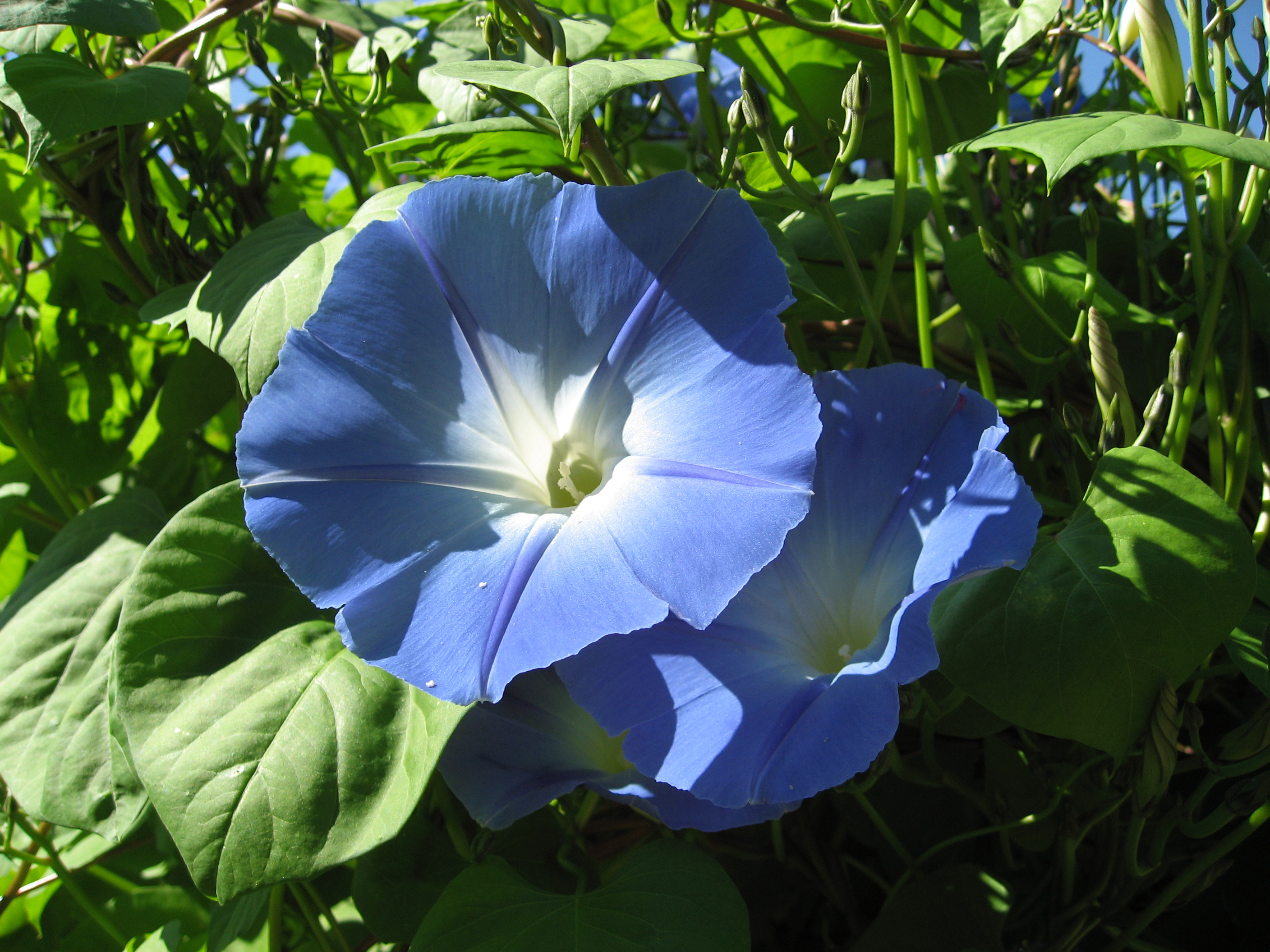
Himmelblaue Prunkwinde

Mutterkornalkaloide, von Clavinen bis hin zu einfachen Ergopeptinen, konnten auch in verschiedenen Vertretern der Windengewächse, wie beispielsweise der Himmelblauen Prunkwinde, nachgewiesen werden. Hier gelten sie als eine Ursache für deren psychotrope Eigenschaften und deren Toxizität. Für das Vorkommen von Mutterkornalkaloiden in Windengewächsen wurde ein Befall mit Mutterkornpilzen diskutiert. Als Produzenten dieser Alkaloide in Windengewächsen konnten schließlich Mutterkornpilze der bis dahin unbekannten Gattung Periglandula identifiziert werden.
Auch über ein Vorkommen von Clavinen in anderen Abteilungen der Pilze, einschließlich der Jochpilze und Ständerpilze, wurde vereinzelt berichtet.

## Medizinische Verwendung
Wegen ihrer pharmakodynamischen Wirkungen sind einige Mutterkornalkaloide in der Medizin u. a. zur Behandlung von Migräne, peripheren Durchblutungsstörungen, der Parkinson-Krankheit und des Restless-Legs-Syndroms relevant bzw. werden als Wehenmittel und Antihypertensiva eingesetzt. Auch in der Tiermedizin finden sie Anwendung.

### Pharmakologische Eigenschaften
Die Wirkungen der Mutterkornalkaloide sind vielfältig. Sie können die Dopamin-Rezeptoren stimulieren und die Ausschüttung von Prolaktin und Somatotropin hemmen. Sie sind partielle Agonisten an den Serotonin-Rezeptoren. Auf die Uterusmuskulatur haben sie eine kontrahierende Wirkung (v. a. Ergometrin); auf diese seit langem bekannte Wirkung geht auch der Name „Mutterkorn“ zurück. Besonders natürlichem Ergotamin ist eine vasokonstriktorische Wirkung eigen. Die hydrierten Ergotamine blockieren die α-Adrenorezeptoren, was unter bestimmten Umständen kontrahierte Gefäße erweitern kann.

### Indikation und Präparate

#### Mutterkornalkaloide
- Ergometrin: Laktationshemmung, Blutstillung (besonders im Uterus)
- Ergotamin (Ergo-Kranit): Migräne, arterielle Hypertonie, Durchblutungsstörungen, Arrhythmie, Emetikum (i. v.)

#### Derivate von Mutterkornalkaloiden
- Bromocriptin (z. B. Pravidel, Bromocrel): Parkinson-Krankheit, Akromegalie, Hyperprolaktinämie, Restless-Legs-Syndrom, Laktationshemmung / Scheinträchtigkeit (Hund)
- Cabergolin (Cabaseril, Dostinex, Galastop): Parkinson-Krankheit, Hyperprolaktinämie, Restless-Legs-Syndrom, primäres Abstillen, Scheinträchtigkeit bei Hunden
- Dihydroergotamin (z. B. Ergomimet): Orthostatische Dysregulation, Krampfadern (Varizen), Hypotonie, Migräne (auch zur Prophylaxe)
- Dihydroergocryptin (Almirid, Cripar): Parkinson-Krankheit
- Dihydroergotoxin (z. B. Hydergin, Sponsin, Orphol): Durchblutungsstörungen, arterielle Hypertonie, Demenz, Migräne
- Lisurid (Dopergin): Parkinson-Krankheit, Akromegalie, Hyperprolaktinämie, Laktationshemmung, Restless-Legs-Syndrom
- Methylergometrin (Methergin): Laktationshemmung, Blutstillung (besonders im Uterus)
- Pergolid (Parkotil): Parkinson-Krankheit, Restless-Legs-Syndrom

## Rechtliches
Das deutsche Grundstoffüberwachungsgesetz schränkt die Abgabe von Ergotamin ein: es könnte nämlich als Basis zur Herstellung von LSD, einem in Deutschland verbotenen Betäubungsmittel, verwendet werden. Zusammen mit Ergometrin fällt es auch unter das „Übereinkommen der Vereinten Nationen vom 20. Dezember 1988 gegen den unerlaubten Verkehr mit Suchtstoffen und psychotropen Stoffen (Suchtstoffübereinkommen)“.
Für Lebensmittel werden durch die Verordnung (EG) Nr. 1881/2006 die Höchstwerte an Mykotoxinen, wie Mutterkorn-Sklerotien und Ergotalkaloide bei Getreideerzeugnissen festgelegt. Bei Produkten, die an den Endverbraucher abgegeben werden, dürfen Roggenmahlerzeugnisse nicht mehr als 500 μg/kg (ab 1. Juli 2024: 250 μg/kg) Ergotalkaloide enthalten; bei Mahlerzeugnissen aus Gerste, Weizen, Dinkel und Hafer gilt ein Grenzwert von 150 μg/kg. In Weizengluten dürfen bis zu 400 μg/kg, in Getreidebeikost für Säuglinge und Kleinkinder maximal 20 μg/kg Ergotalkaloide enthalten sein. Die Gehalte sind definiert als Summe aus Ergotamin, Ergometrin, Ergosin, Ergocristin, Ergocryptin und Ergocornin und deren Epimeren.
In unverarbeitetem Getreide darf der Gehalt an Mutterkorn-Sklerotien deutlich höher sein: in unverarbeitetem Roggen gilt ein Grenzwert von 0,5 g/kg (ab 1. Juli 2024: 0,2 g/kg) und in anderen unverarbeiteten Getreidesorten – außer Mais, Roggen und Reis – ein Grenzwert von 0,2 g/kg.